# QX-galan
QX-galan, tidigare QX Gaygala, är ett årligt evenemang arrangerat av tidningen QX. Galan har anordnats sedan 1999 och priset delas ut i början av året för att hylla pristagarnas insatser under föregående år. På galan uppträder en mängd artister, och det delas ut pris till personer och företeelser inom HBTQ-kulturen. Vinnarna röstas fram av tidningens läsare i olika kategorier, utom hederspriset, där tidningen utser en vinnare som är hemlig innan den presenteras under galan.
Kategorierna kan variera, både till avgränsning och antal, men huvudpriserna är Årets HBTQ och Årets darling och dessa delas alltid ut, även om benämningarna varierat något. De instiftades under benämningarna "Årets homo" respektive Årets hetero". År 2017 delades kategorin Årets homo/bi/trans upp i Årets homo/bi/ och Årets trans. Dessutom delar tidningen ut QX Hederspris.
Galan har anordnats sedan 1999 och priset delas ut i början av året för att hylla pristagarnas insatser under föregående år. Första året hölls galan på gayklubben Propaganda som då använde lokaler på Blekholmsterrassen, och år 2000 på Münchenbryggeriet. Följande år skedde arrangemanget på Restaurang Tyrol på Gröna Lund. År 2004 visades galan första gången på TV när den spelades in av Sveriges television på Hamburger börs med Annika Lantz som konferencier. År 2005 var galan tillbaks på Tyrol, men sedan 2006 har galan arrangerats på Cirkus i Stockholm. Festligheterna i gala-form 2021 var också planerade att hållas på Cirkus, men på grund av restriktioner gällande sammankomster under den rådande coronaviruspandemin uteblev den delen av festligheterna. Vinnarna bjöds istället separat till restaurang Hasselbacken i Stockholm där de fick sina priser och fotograferades till tidningens mars-nummer. År 2022 kunde galan hållas, men den blev förskjuten från februari till slutet av april efter att restriktionerna återinfördes.

## Årets HBTQ
Priset hade ursprungligen benämningen "Årets homo", men breddades 2013 för att omfatta även bisexuella och transpersoner. Åren 2017 och 2018 delades priset så att transpersoner hade en egen kategori. År 2019 slogs de samman igen, under benämningen "Årets HBTQ".

### Årets homo
- 1999 Elisabeth Ohlson Wallin
- 2000 Jerker Dahlman
- 2001 Magnus Carlsson
- 2002 Andreas Lundstedt
- 2003 Mathias Holmgren
- 2004 Sverker Åström
- 2005 Peter Jöback
- 2006 Roger Nordin
- 2007 Cissi Ramsby
- 2008 Tomas Tobé
- 2009 Andreas Lundstedt
- 2010 Mariette Hansson
- 2011 Elisabeth Ohlson Wallin
- 2012 Antonio Hysén

### Årets homo bi trans
- 2013 Jonas Gardell
- 2014 Nilla Fischer
- 2015 Silvana Imam
- 2016 Rickard Söderberg

#### Årets homo/bi
- 2017 Oscar Zia
- 2018 Christer Lindarw

#### Årets trans
- 2017 Cameron Jai
- 2018 Viktoria Harrysson

### Årets HBTQ
- 2019 Caroline Farberger
- 2020 Tobias Karlsson
- 2021 Darin
- 2022 Tone Sekelius
- 2023 Edvin Törnblom
- 2024: Ellen Krauss
- 2025: Vanity Vain

## Årets darling
Priset hette ursprungligen "Årets hetero", men namnet ändrades tillfälligt till "Årets HBTQ-vän" 2019 och till "Årets darling" 2023.
- 1999 K.G. Hammar
- 2000 Henrik Johnsson
- 2001 Annika Lantz
- 2002 Mona Sahlin
- 2003 Thomas Bodström
- 2004 Elin Ek
- 2005 Caroline Krook
- 2006 Carin Götblad
- 2007 Sissela Kyle
- 2008 Mona Sahlin
- 2009 Gustaf Skarsgård
- 2010 Noomi Rapace
- 2011 Birgitta Ohlsson
- 2012 David Lazar
- 2013 Soran Ismail
- 2014 Emma_Green
- 2015 Johan Köhler
- 2016 Malena Ernman
- 2017 Peter Pettersson, för civilkurage, han misshandlades när han hindrade ungdomar att riva ner pride-flaggor.
- 2018 Anders Nilsson
- 2019 Mendez (Årets HBTQ-vän)
- 2020 Albin Ekdal
- 2021 Kronprinsessan Victoria
- 2022 Benjamin Ingrosso
- 2023 Hasret Bozarslan, stöder HBTQ-ungdomar i Järva, bland annat med ungdomsgård på hemlig adress.
- 2024: Hanna Hellquist
- 2025: Alice Bah Kuhnke

## Lista över QX hederspris
- 1999: Christer Lindarw
- 2000: Eva Dahlgren
- 2001: Exit
- 2002: Stig-Åke Petersson
- 2003: Ammi Helmadotter
- 2004: Jerusalem Open House
- 2005: Stolta föräldrar till homosexuella barn
- 2006: Doktor Göran Bratt på Venhälsan i Stockholm
- 2007: Organisatörerna av Riga Pride
- 2008: Jonas Gardell
- 2009: Hatbrottsjouren
- 2010: Cherin och Mohammed från dokumentären Sämre än djur
- 2011: Joel Burns, amerikansk politiker
- 2012: Expo
- 2013: HBTQ-aktivister i Uganda
- 2014: Barbro Westerholm, bland annat för att hon för 35 år sedan såg till att Socialstyrelsen tog bort sjukdomsstämpeln på homosexuella.
- 2015: "Hjältarna som arrangerar Pride-festivaler runtom i Sverige"
- 2016: Rikard Wolff
- 2017: Christopher Leinonen, postumt, han var en av de mördade på nattklubben Pulse i terrordådet i Orlando 2016.
- 2018: The Moscow Community Center
- 2019: Patrik Hermanson, journalist som för Hope Not Hate wallraffade alt-right rörelsen.
- 2020: Föreningen Förintelsens överlevande i Sverige
- 2021: Jan Hammarlund, musiker
- 2022: Vanja Södergren, arrangerade och tågade i Europas första pridetåg 1971 i Örebro.[6]
- 2023: Mian Lodalen
- 2024: Gert och Lasse Ackered, som symboler för de familjer som blir familjehem och öppnar upp sina hem för ensamkommande flyktingbarn.
- 2025: Sattajärviborna Eva Rova och Per Johansson "som envist fortsätter att stå bakom regnbågsflaggans budskap i Norrbotten."

## Pristagare 1999
För fullständig artikel, se QX Gaygalan 1999
- QX hederspris: Christer Lindarw
- Årets homo/bi: Elisabeth Ohlson Wallin
- Årets hetero: K.G. Hammar
- Årets film: Fucking Åmål
- Årets flipp: Europride
- Årets bar: Häcktet (Hornsgatan 82, Stockholm)
- Årets butik: Hennes & Mauritz
- Årets flopp: Alf Svensson
- Årets café: Chokladkoppen (Stortorget, Stockholm)
- Årets DJ: Christer Broman
- Årets gayklubb: Propaganda (Mike's, Blekholmsterrassen 15, Stockholm)
- Årets TV-program: Diggiloo
- Årets bok: Ecce Homo
- Årets låt: Diva med Dana International

## Pristagare 2000
För fullständig artikel, se QX Gaygalan 2000
- QX hederspris: Eva Dahlgren
- Årets homo/bi: Jerker Dalman
- Årets hetero: Henrik Johnsson
- Årets film: Allt om min mamma
- Årets flipp: Stockholm Pride
- Årets bar: Side Track (Wollmar Yxkullsgatan 7, Stockholm)
- Årets butik: Clark's Case
- Årets flopp: Ken
- Årets café: Chokladkoppen (Stortorget, Stockholm)
- Årets DJ: Stonebridge
- Årets gayklubb: Tiptop (Sveavägen 57, Stockholm)
- Årets TV-program: Expedition: Robinson
- Årets bok: Bög - så funkar det av Calle Norlén och Jonas Bergstrand
- Årets låt: Take me to your heaven med Charlotte Nilsson
- Årets restaurang: Mandus bar och kök (Österlånggatan 7, Stockholm)

## Pristagare 2001
För fullständig artikel, se QX Gaygalan 2001
- QX hederspris: Exit
- Årets homo: Magnus Carlsson
- Årets hetero: Annika Lantz
- Årets drag: Björn Kjellman (Livet är en schlager)
- Årets bok: Paradiset (Liza Marklund)
- Årets TV-program: Nalles show
- Årets svenska film: Livet är en schlager
- Årets gay-ställe: Mandus
- Årets butik: Efva Attling
- Göteborgspriset: Krizz DeeLight

## Pristagare 2002
För fullständig artikel, se QX Gaygalan 2002
- QX hederspris: Stig-Åke Petersson
- Årets homo: Andreas Lundstedt
- Årets hetero: Mona Sahlin
- Årets drag: Rickard Engfors
- Årets gayställe: Torget
- Årets restaurang: Mandus
- Årets scenhändelse: Lena PH på Börsen
- Årets comeback: Lena PH
- Årets TV-program: Queer
- Årets svenska låt: Lyssna till ditt hjärta (Friends)
- Årets bok: Ett UFO gör entré (Jonas Gardell)
- Årets roligaste kväll: Avslutningsgalan, Stockholm Pride
- Årets svenska film: Sprängaren
- Årets butik: IKEA
- Årets reklam: Stockholm Pride/Ogilvy
- Årets utländska film: Moulin Rouge
- Årets utländska låt: Can´t get you out of my head (Kylie Minogue)
- Göteborgspriset: Krizz DeeLight
- Öresundspriset:  Missis Green (Carl-Peter Licorish)
- Årets flopp: Gustaf von Essen

## Pristagare 2003
För fullständig artikel, se QX Gaygalan 2003
- QX hederspris: Ammi Helmadotter
- Årets homo: Mathias Holmgren
- Årets hetero: Thomas Bodström
- Årets drag: Tollie & Dolores
- Årets gayställe: Patricia
- Årets trevligaste personal: Mandus
- Årets café: Chokladkoppen
- Årets DJ: Christer Broman
- Årets bästa straighta bar: Olssons skor
- Årets TV-program: Fame Factory
- Årets svenska låt: Never Let It Go med (Afro-Dite)
- Årets artist: Ola Salo
- Årets film: Lilja 4-ever
- Årets scenhändelse: Kikki, Lotta och Bettan på Rondo.
- Årets reklam: ICA
- Årets bok: Queerfeministisk Agenda (Tiina Rosenberg)
- Årets utländska låt: All the Things She Said med (Tatu)
- Göteborgspriset: Cockpit
- Öresundspriset: Oscar Bar Café
- Årets flopp: Per Unckel

## Pristagare 2004
För fullständig artikel, se QX Gaygalan 2004
- QX hederspris: Jerusalem Open House
- Årets homo: Sverker Åström
- Årets hetero: Elin ”Grynet” Ek
- Årets dragqueen: Tiffany Persson
- Årets gayställe: Lino
- Årets trevligaste personal: Mandus
- Årets café: Djurgårdsterrassen
- Årets artist: Alcazar
- Årets TV-program: Fab 5
- Årets TV-personlighet: Lotta Bromé
- Årets bästa straighta ställe: Blue Moon Bar
- Årets svenska låt: Not a sinner, nor a saint (Alcazar)
- Årets utländska låt: Everyway That I Can (Sertab Erener)
- Årets svenska film: Du ska nog se att det går över
- Årets utländska film: Timmarna
- Årets bok: Smulklubbens skamlösa systrar (Mian Lodalen)
- Årets scenhändelse: Alcazar på Pride
- Göteborgspriset: Zappho Bar
- Öresundspriset: Wonk

## Pristagare 2005
För fullständig artikel, se QX Gaygalan 2005
- QX hederspris: Nätverket Stolta föräldrar till homosexuella barn
- Årets homo/ bi: Peter Jöback
- Årets hetero: Biskop Caroline Krook
- Årets drag: After Dark
- Årets kämpe: Lars Gårdfeldt
- Årets artist: Lena Philipsson
- Årets comeback: Lena Philipsson
- Årets bok: Alla vilda (Birgitta Stenberg)
- Årets show: La Dolce Vita (After Dark)
- Årets svenska låt: Min kärlek (Shirley Clamp)
- Årets utländska låt: Toxic (Britney Spears)
- Årets TV-personlighet: Lotta Bromé
- Årets TV-program: L-word
- Årets film: Så som i himmelen
- Årets gaykrog/café: Roxy
- Årets gayklubb: Lino
- Årets trevligaste personal: Populära Sibirien
- Göteborgspriset: Gretas
- Öresundspriset: Wonk

## Pristagare 2006
För fullständig artikel, se QX Gaygalan 2006
- QX hederspris: Göran Bratt, läkare på Venhälsan, för sitt engagemang i kampen mot hiv och aids.
- Årets homo/bi: Roger Nordin
- Årets hetero: Carin Götblad
- Årets kämpe: Tiina Rosenberg
- Årets drag: Hey Baberiba
- Årets bok: No tears for queers (Johan Hilton)
- Årets show: Mamma Mia
- Årets svenska låt: Håll om mig (Nanne Grönvall)
- Årets utländska låt: Hung Up (Madonna)
- Årets artist: Bodies without organs
- Årets TV-program: Desperate Housewives
- Årets TV-personlighet: Christine Meltzer
- Årets gayklubb: Club Conneticon
- Årets gaykrog/café: Torget
- Årets film: Masjävlar
- Årets jag-tror-inte-mina-ögon: Carolas blomattack på Allsång på Skansen
- Årets vi älskar dig: Mark Levengood
- Öresundspriset: Wonk
- Göteborgspriset: Cattis på Castro

## Pristagare 2007
För fullständig artikel, se QX Gaygalan 2007
- QX hederspris: Organisatörerna av Riga Pride
- Årets homo/bi: Cissi Ramsby
- Årets hetero: Sissela Kyle
- Årets keep-up-the-good-work: Normal förlag
- Årets drag: Diamond Dogs
- Årets gayklubb: Lino
- Årets gaykrog/café: Torget
- Årets kämpe: Kristian Kabelacs
- Årets artist: Lisa Miskovsky
- Årets TV-program: Ugly Betty
- Årets show/musikal: Cabaret
- Årets film: Brokeback Mountain
- Årets svenska låt: Jag ljuger så bra (Linda Bengtzing)
- Årets utländska låt: I don´t feel like dancin' (Scissor Sisters)
- Årets bok: Komma ut (Anders Öhrman)
- Öresundspriset: Regnbågsfestivalen
- Göteborgspriset: Gretas

## Pristagare 2008
För fullständig artikel, se QX Gaygalan 2008
- QX hederspris: Jonas Gardell
- Årets homo/bi: Tomas Tobé
- Årets hetero: Mona Sahlin
- Årets kämpe: Elisabeth Ohlson-Wallin
- Årets duo: Mia & Klara
- Årets gayställe: Gossip, Göteborg
- Årets åh-ett-nytt-ställe-att-gå-till: Pigalle, Stockholm
- Årets HBT-fast-inte-på-riktigt: Kim i SVT-såpan Andra Avenyn (spelad av Jonas Bane)
- Årets drag: Diamond Dogs
- Årets artist: Måns Zelmerlöw
- Årets svenska låt: Cara Mia (Måns Zelmerlöw)
- Årets album: Människor som du och jag (Peter Jöback)
- Årets TV-program: Melodifestivalen 2007
- Årets scen: Tillfällig gäst i ditt liv (Jonas Gardell)
- Årets film: The Queen
- Årets bok: Luftslottet som sprängdes (Stieg Larsson)
- Årets keep-up-the-good-work: Daniel Larsson och Andreas Christiansson, initiativtagare till Club KAK.
- Årets utländska låt: Grace Kelly (Mika)
- Göteborgspriset: Gossip
- Öresundspriset: Cabaret Moulin

## Pristagare 2009
För fullständig artikel, se QX Gaygalan 2009
- QX hederspris: Hatbrottsjouren
- Årets homo: Andreas Lundstedt
- Årets hetero: Gustaf Skarsgård
- Årets kämpe: Jan Wisén, Brandförsvaret
- Årets gayställe: Gossip (Göteborg)
- Årets artist: Amanda Jensen
- Årets svenska Låt: Empty Room (Sanna Nielsen)
- Årets utländska Låt: I Kissed a Girl (Katy Perry)
- Årets genombrott: Björn Gustafsson
- Årets film: Patrik 1,5
- Årets scen: Dina dagar är räknade (Sissela Kyle)
- Årets duo: Gustaf Skarsgård och Torkel Peterson
- Årets drag: Fashion pack
- Årets blogg: Per-Robins Gaybloggen
- Årets TV-program: Bonde söker fru
- Årets TV-stjärna: Björn Gustafsson
- Årets bok: Mamma, mormor & jag (Kim Kärnfalk)
- Årets keep-up-the-good-work: Volontärerna på Stockholm Pride
- Göteborgspriset: Gossip
- Öresundspriset: Copenhagen Gay & Lesbian Film Festival

## Pristagare 2010
För fullständig artikel, se QX Gaygalan 2010
- QX hederspris: Cherin och Mohammed från dokumentären Sämre än djur
- Årets homo/bi: Mariette Hansson
- Årets hetero: Noomi Rapace
- Årets keep up the good work: Regnbågsprojektet på mödravården Mama Mia
- Årets scen: No tears for queers
- Årets bok: Halva liv av Mats Strandberg
- Årets tv-program: Svenska Hollywoodfruar
- Årets tv-stjärna: Petra Mede
- Årets drag: Rolf Lassgård - Edna Turnblad i Hairspray
- Årets duo: Christer Lindarw & Babsan
- Årets vi-älskar-dig: Maria Montazami
- Årets film: Män som hatar kvinnor
- Årets Göteborgspris: Gretas, Göteborg (nattklubb)* Årets Öresundspris: Wonk, Malmö (nattklubb)
- Årets utländska låt: "Bad Romance" - Lady Gaga
- Årets svenska låt: "Snälla, snälla" Caroline af Ugglas
- Årets artist: Agnes Carlsson
- Årets gayställe: Zipper, Stockholm

## Pristagare 2011
För fullständig artikel, se QX Gaygalan 2011
- QX hederspris: Joel Burns, amerikansk politiker
- Årets homo/bi: Elisabeth Ohlson Wallin
- Årets hetero: Birgitta Ohlsson
- Årets keep up the good work: Markus Gisslén (Bee Bar i Göteborg)
- Årets scen: Mia Skäringer Dyngkåt och hur helig som helst
- Årets bok: Tiger av Mian Lodalen
- Årets tv-program: Så mycket bättre
- Årets tv-stjärna: Maria Montazami
- Årets drag: Dark Ladies
- Årets duo: Prinsessan Victoria och Prins Daniel
- Årets vi-älskar-dig: Maria Montazami
- Årets film: Fyra år till
- Årets Göteborgspris: HBTQ-festivalen
- Årets Öresundspris: Wonk
- Årets utländska låt: "Telephone" Lady Gaga och Beyoncé
- Årets svenska låt: "Dancing on My Own" Robyn
- Årets artist: Robyn
- Årets gayställe: Momma (Stockholm)
- QX hederspris: Joel Burns

## Pristagare 2012
För nomineringar, se QX Gaygalan 2012
- QX hederspris: Expo
- Årets homo/bi/trans: Antonio Hysén
- Årets hetero: David Lazar
- Årets keep up the good work: Ulrika Westerlund, RFSL
- Årets scen: Angels in America, Stockholms Stadsteater
- Årets bok: Allt eller inget av Rickard Engfors
- Årets tv-program: Så mycket bättre
- Årets tv-stjärna: Roy Fares
- Årets drag: Diamond Dogs
- Årets duo: Judit & Judit, Comhem
- Årets film: Kyss mig
- Årets utländska låt: Born This Way, Lady Gaga
- Årets svenska låt: My Heart is Refusing Me, Loreen
- Årets artist: Laleh
- Årets klubb: Paradise Sthlm
- Årets restaurang/bar/café: Bee Bar
- Årets festfixare: Katja & Gunn

## Pristagare 2013
För nomineringar, se QX Gaygalan 2013
- QX hederspris: Ugandas HBTQ-aktivister, priset hämtades av Jimmy och Lawrence
- Årets homo/bi/trans: Jonas Gardell
- Årets hetero: Soran Ismail
- Årets keep up the good work: Alf Kjeller (för arbetet med Stockholm Pride)
- Årets scen: After Dark
- Årets bok: Torka aldrig tårar utan handskar: Kärleken av Jonas Gardell
- Årets tv-program: Torka aldrig tårar utan handskar
- Årets tv-stjärna: Simon J. Berger (Torka aldrig Tårar utan handskar)
- Årets drag: After Dark
- Årets duo: Adam Pålsson och Adam Lundgren (spelar huvudrollerna i Torka aldrig tårar utan handskar)
- Årets film: Cockpit
- Årets låt: Euphoria, Loreen
- Årets artist: Darin
- Årets gayställe: Bee Bar

## Pristagare 2014
För nomineringar, se QX Gaygalan 2014
- QX hederspris: Barbro Westerholm, bland annat för att hon för 35 år sedan såg till att Socialstyrelsen tog bort sjukdomsstämpeln på homosexuella
- Årets homo/bi/trans: Nilla Fischer
- Årets hetero: Emma Green Tregaro
- Årets keep up the good work: Sean Kelly
- Årets scen: Priscilla
- Årets bok: Sjukdomen och Döden av Jonas Gardell
- Årets tv-program: Eurovision Song Contest 2013
- Årets tv-stjärna: Gina Dirawi
- Årets drag: Björn Kjellman
- Årets film: Blå är den varmaste färgen
- Årets låt: Wake Me Up, Avicii
- Årets utländska låt: Same Love, Macklemore
- Årets artist: Peter Jöback
- Årets gayställe: Kolingsborg, Stockholm

## Pristagare 2015
För nomineringar, se QX Gaygalan 2015
- QX hederspris: De åtta pridefestivaler som hade sin första parad 2014; Pajala, Lund, Falkenberg, Karlskrona, Hudiksvall, Falun, Sapmi, Skellefteå
- Årets homo/bi/trans: Silvana Imam
- Årets hetero: Johan Köhler
- Årets keep up the good work: Kiruna IF Hockey
- Årets scen: Livet är en schlager
- Årets bok: En liten handbok i konsten att bli lesbisk - Mian Lodalen och Matilda Tudor
- Årets tv-program: Orange Is the New Black
- Årets drag: Peter Jöback för rollen som Candy Darling i Livet är en schlager (musikal)
- Årets låt: Freak – Molly Sandén
- Årets artist: Alcazar
- Årets klubb: Candy, Stockholm
- Årets restaurang/bar: Urban Deli Nytorget, Stockholm
- Årets moment: Conchita vinner Eurovision Song Contest
- Årets duo: Christine Meltzer och Carina Berg

## Pristagare 2016
För nomineringar, se QX Gaygalan 2016
- QX hederspris: Rikard Wolff
- Årets homo/bi/trans: Rickard Söderberg
- Årets hetero: Malena Ernman
- Årets bok: Kommer du tycka om mig nu? (Lina Axelsson Kihlblom)
- Årets film: En underbar jävla jul
- Årets klubb: King Kong
- Årets restaurang: Bee Bar i Göteborg
- Årets keep up the good work: RFSL Newcomers
- Årets duo: Anton Lundqvist och Anastasios Soulis
- Årets drag: Cabaret Moulin
- Årets TV-stjärna: Johan Rehborgs karaktär Morran
- Årets artist: Miriam Bryant
- Årets låt: Heroes med Måns Zelmerlöw
- Årets scen: Alcazar - Disco Defenders

## Pristagare 2017[7]
För nomineringar artikel, se QX Gaygalan 2017
Från och med 2017 års gaygala har Årets homo/bi/trans har delats så att Årets trans blir en egen kategori och Årets TV-program delats upp i Årets Svenska TV-program och Årets Utländska TV-program. Kategorin Årets HBTQ-Youtuber är helt ny för året.
- Årets Homo/Bi: Oscar Zia
- Årets Trans: Cameron Jai
- Årets Hetero: Peter Pettersson
- Årets Keep Up The Good Work: GazeNet
- Årets Drag: After Dark
- Årets Klubb: Gretas
- Årets Restaurang/Bar: Bee Bar
- Årets Duo: Petra Mede och Måns Zelmerlöw
- Årets utländska tv-program: SKAM
- Årets svenska tv-program: Eurovision Song Contest 2016
- Årets svenska låt: Bara få va´mig själv, Laleh
- Årets utländska låt: Can´t Stop The Feeling, Justin Timberlake
- Årets Scen: This is it, After Dark
- Årets Bok: This is my life,  Christer Lindarw
- Årets film: The Danish Girl
- Årets Moment: Matchen Sverige-Brasilien i sommarens OS
- Årets HBTQ-YouTuber: Thomas Sekelius
- Årets Hederspris: Postumt till Christopher Leinonen, han var en av de mördade på nattklubben Pulse i terrordådet i Orlando 2016.

## Pristagare 2018
För nomineringar, se artikeln QX Gaygalan 2018
I 2018 års gaygala utgick Årets HBTQ-Youtuber och Årets TV-stjärna tillkom. Inte heller Årets moment delades ut, men priset Årets kyss delades ut, utan att ha nominerats för röstning bland QX:s läsare.
- Årets homo/bi: Christer Lindarw
- Årets trans: Viktoria Harrysson
- Årets hetero: Anders Nilsson
- Årets klubb: Backdoor
- Årets restaurang/bar: Mälarpaviljongen
- Årets keep-up-the-good-work: Martin Kallur
- Årets svenska låt: "A million years" – Mariette
- Årets utländska låt: "Symphony" – Clean Bandit med Zara Larsson
- Årets film: ”Moonlight”
- Årets svenska tv-program: ”Vår tid är nu”
- Årets utländska tv-program: ”Skam”
- Årets tv-stjärna: Petra Mede
- Årets duo: Kajsa Bergqvist och Peter Häggström
- Årets bok: Christer Björkman: ”Generalen (bara jag vet vem som vinner)”
- Årets drag: Admira Thunderpussy
- Årets scen: The Book of Mormon
- Årets hederspris: The Moscow Community Center

## Pristagare 2019
För nomineringar, se artikeln QX Gaygalan 2019
I 2019 års gaygala skars kategorierna ned från sjutton till elva stycken. De båda kategorierna Årets homo/bi och Årets trans ersattes med Årets HBTQ och Årets hetero fick namnet Årets HBTQ-vän. Kategorierna Årets låt och Årets TV-program var tidigare uppdelade i engelsk och svensk, men dessa slogs ihop, vilket även Årets klubb och Årets restaurang/bar gjorde och blev Årets ställe. Årets Youtuber och Årets Duo togs bort, medan Årets vardagshjälte tillkom.
- Årets HBTQ: Caroline Farberger
- Årets HBTQ-vän: Mendez
- Årets drag: Cherry Wilder
- Årets film: Bohemian Rhapsody
- Årets ställe: Secret Garden
- Årets låt: Shallow – Lady Gaga och Bradley Cooper
- Årets scen: No More Fucks To Give – Mia Skäringer
- Årets TV-program: Vår tid är nu
- Årets bok: Såna som du ska inte va här, av Marika Carlsson
- Årets vardagshjälte: Jenni Steiner
- Årets hederspris: Patrik Hermansson

## Pristagare 2020
För nomineringar, se artikeln QX Gaygalan 2020
Till år 2020 återkom priset "Keep up the good work" och "Årets bästa" introducerades.
- Årets HBTQ: Tobias Karlsson
- Årets hetero: Albin Ekdal
- Årets drag: Miss Vanity
- Årets Keep up the good work: Regnbågsblod
- Årets scen: It Takes a Fool To Remain Sane – Ola Salo
- Årets film: And Then We Danced
- Årets låt: Det bästa kanske inte hänt än – Molly Sandén
- Årets bok: Inte alltid en dans på rosor – Tobias Karlsson
- Årets tv-program: Vår tid är nu (SVT)
- Årets tv-stjärna: Marianne Mörck
- Årets ställe: Secret Garden
- Årets bästa: Damernas Fotbollsbrons
- Årets hederspris: Föreningen Förintelsens överlevande i Sverige

## Pristagare 2021
För nomineringar, se artikeln QX Gaygalan 2021
Med anledning av den rådande coronaviruspandemin uteblev galan med uppträdanden och publik. Vinnarna presenterade digitalt och bjöds separat till restaurang Hasselbacken i Stockholm där de fick sina priser och fotograferades till tidningens mars-nummer.
- Årets HBTQ: Darin
- Årets HBTQ-vän: Kronprinsessan Victoria
- Årets drag: Carnita Molida
- Årets Keep up the good work: SHL Pride Week
- Årets scen: Fucking Åmål – Teater Västernorrland
- Årets film: Min pappa Marianne
- Årets låt: En säng av rosor – Darin
- Årets bok: Lisa & Lilly – Mian Lodalen
- Årets tv-program: Så mycket bättre
- Årets tv-stjärna: Benjamin Ingrosso
- Årets ställe: Mälarpaviljongen
- Årets duo: Johanna Nordström och Edvin Törnblom
- Årets podd: Ursäkta, Johanna Nordström och Edvin Törnblom
- Årets favorit på sociala medier: TNKVRT, Danny Lam på instagram[10]
- Årets hederspris: Jan Hammarlund

## Pristagare 2022[11]
För nomineringar, se artikeln QX Gaygalan 2022
- Årets ställe: Secret Garden
- Årets keep up the good work: Lars Gårdfeldt
- Årets scen: Darin Akustiskt
- Årets hederspris: Vanja Södergren
- Årets film: ”Who the fuck is Bobby?”
- Årets låt: Don’t shut me down – Abba
- Årets bok: Ett lyckligare år – Jonas Gardell
- Årets tv-program: Young Royals
- Årets drag: Imaa Queen
- Årets tv-stjärna: Christer Lindarw som Danny i Bonusfamiljen
- Årets duo: Edvin Ryding och Omar Rudberg
- Årets hetero: Benjamin Ingrosso
- Årets hbtq: Tone Sekelius

## Pristagare 2023
För nomineringar, se artikeln QX Gaygalan 2023
- Årets HBTQ: Edvin Törnblom
- Årets hetero: Hasret Bozarslan
- Årets drag: After Dark
- Årets ställe: The Blue Oyster
- Årets bok: Bögen är lös – Edvin Törnblom
- Årets film: Hilma
- Årets TV: Young Royals
- Årets TV-stjärna: Edvin Ryding (Young Royals)
- Årets låt: Ingen annan rör mig som du – Molly Hammar
- Årets scen: Club After Dark
- Årets duo: Edvin Törnblom och Johanna Nordström
- Årets keep up the good work: Lady Busty & Miss Shameless
- Årets hederspris: Mian Lodalen

## Pristagare 2024
För nomineringar, se artikeln QX Gaygalan 2024
- Årets HBTQ: Ellen Krauss
- Årets Darling: Hanna Hellquist
- Årets hederspris: Gert och Lasse Ackered, som symboler för de familjer som blir familjehem och öppnar upp sina hem för ensamkommande flyktingbarn.
- Årets Drag: Elecktra
- Årets Ställe: Bee bar
- Årets bok: Fjollornas fest - Jonas Gardell
- Årets Keep Up The Good Work: Signe Krantz
- Årets Film: Barbie
- Årets Scen: Änglagård
- Årets Låt: "Unna daj!" – Elecktra
- Årets TV: Drag race Sverige

## Pristagare 2025
För nomineringar, se artikeln QX Gaygalan 2025
- Årets HBTQ: Vanity Vain

- Årets darling: Alice Bah Kuhnke
- Årets hederspris: Sattajärviborna Eva Rova och Per Johansson "som envist fortsätter att stå bakom regnbågsflaggans budskap i Norrbotten."
- Årets drag: Elecktra
- Årets scen: Arv
- Årets film: Så länge hjärtat slår
- Årets TV: Young Royals
- Årets bok: Dansaren & demonerna – Mian Lodalen
- Årets ställe: Bee Kök och Bar
- Årets svenska låt: Honey Boy – Benjamin Ingrosso och Purple Disco Machine med Nike Rodgers och Shenseea
- Årets utländska låt: Good Luck Babe – Chappell Roan
- Årets Keep up the good work: Lo Lill

## Bildgalleri, Gaygalan 2011

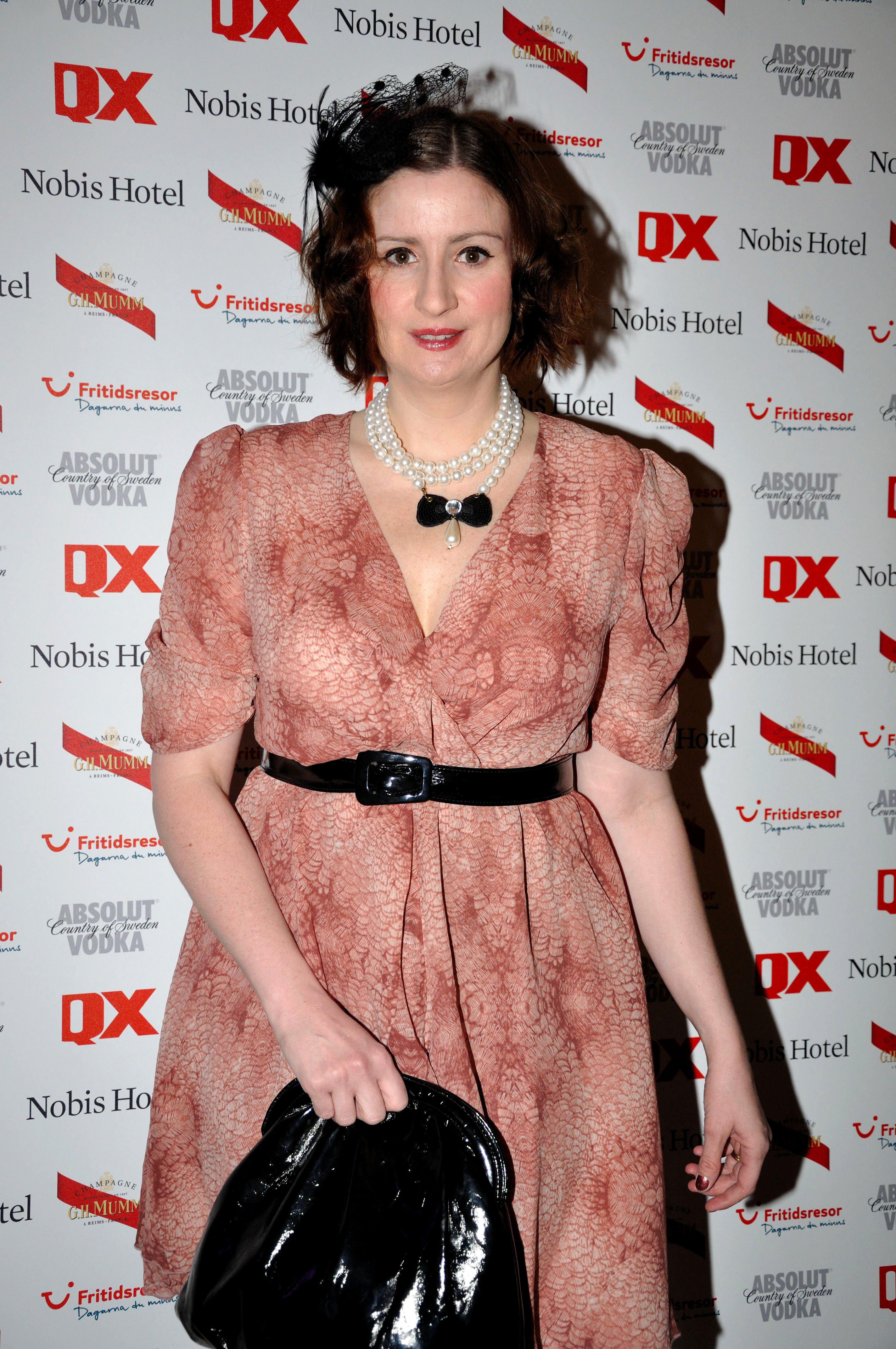
Birgitta Ohlsson, årets hetero 2011
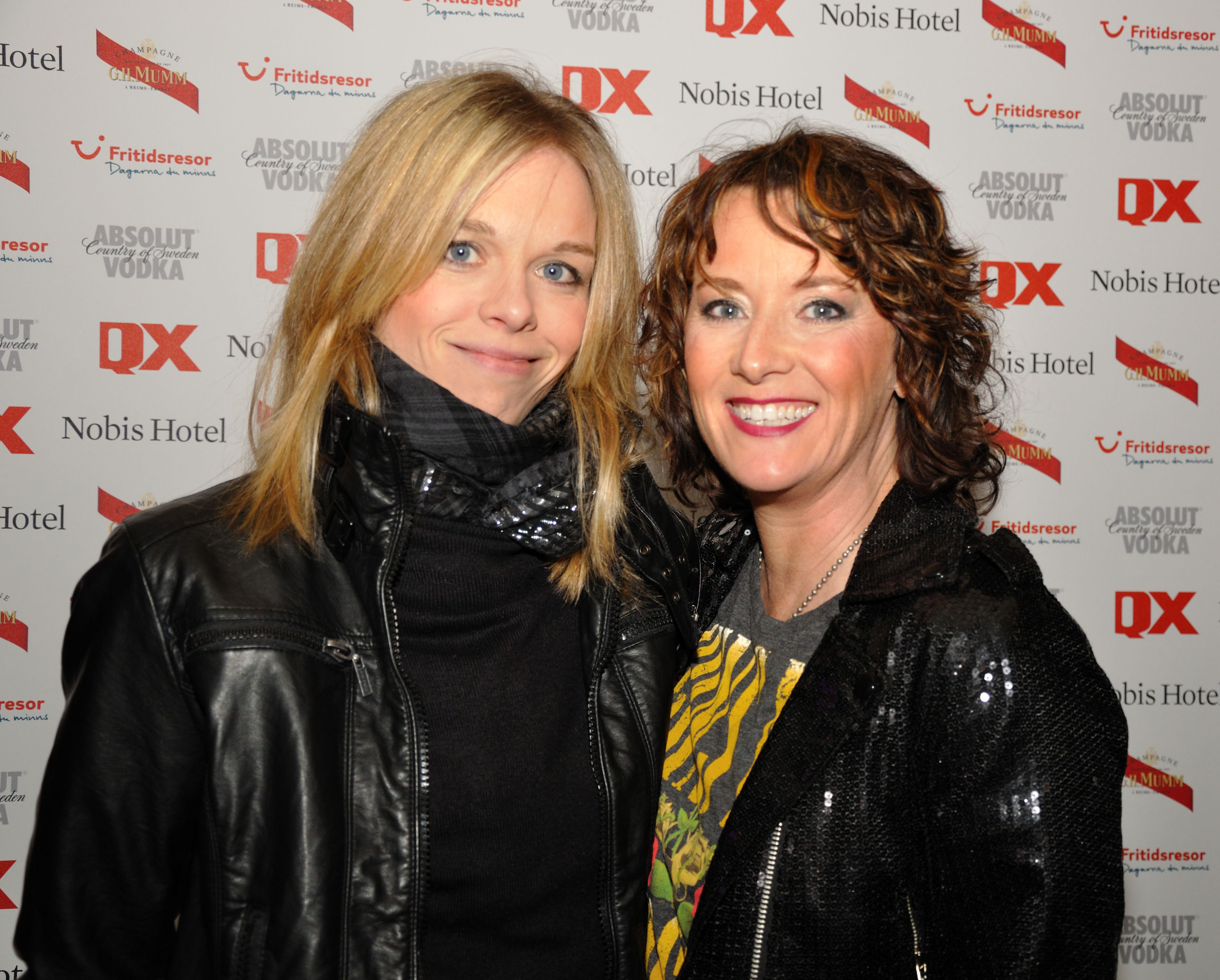
Ida Berntsson, Mian Lodalen, Årets bok
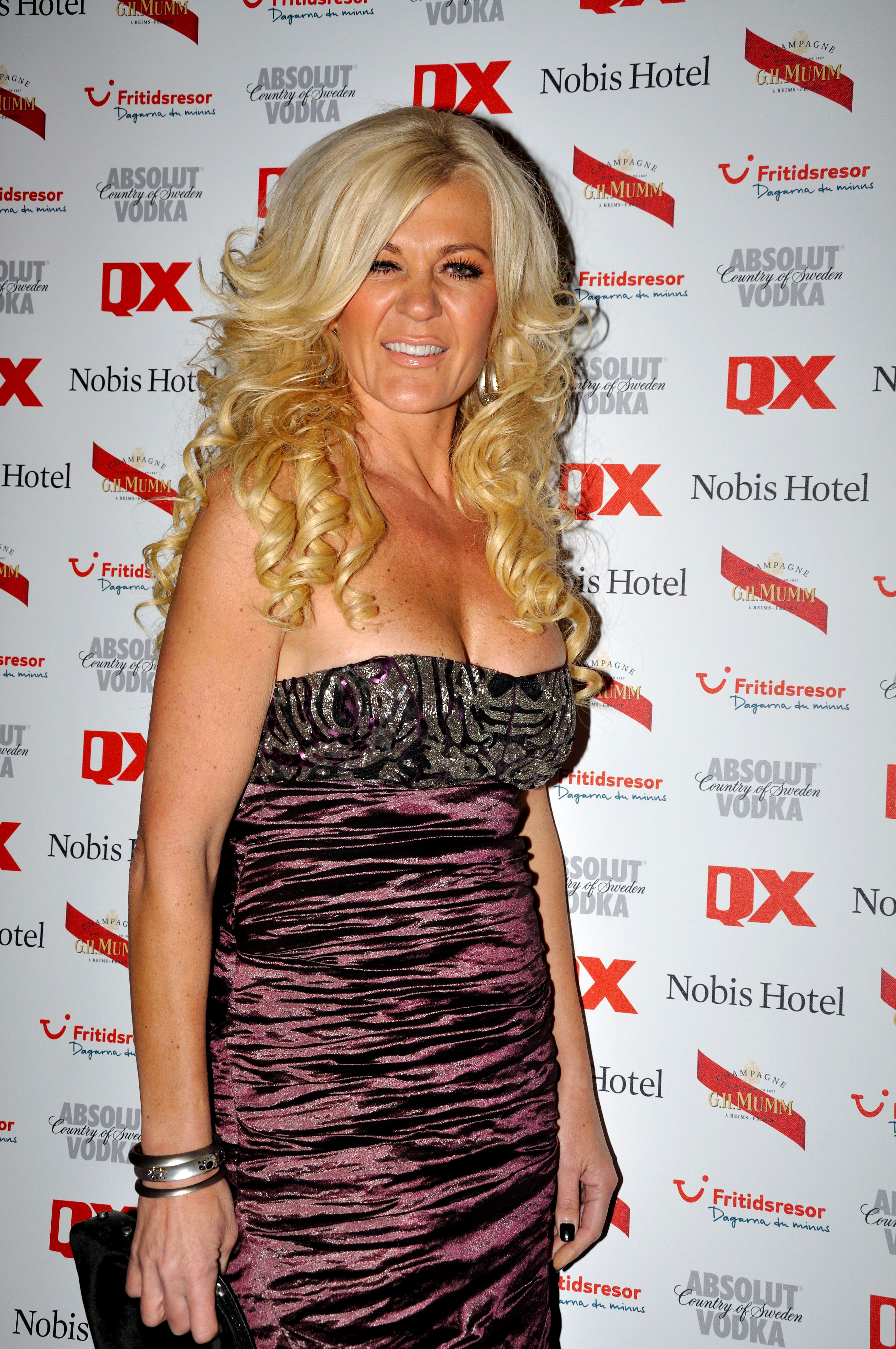
Maria Montazami, årets tv-stjärna och Årets vi-älskar-dig
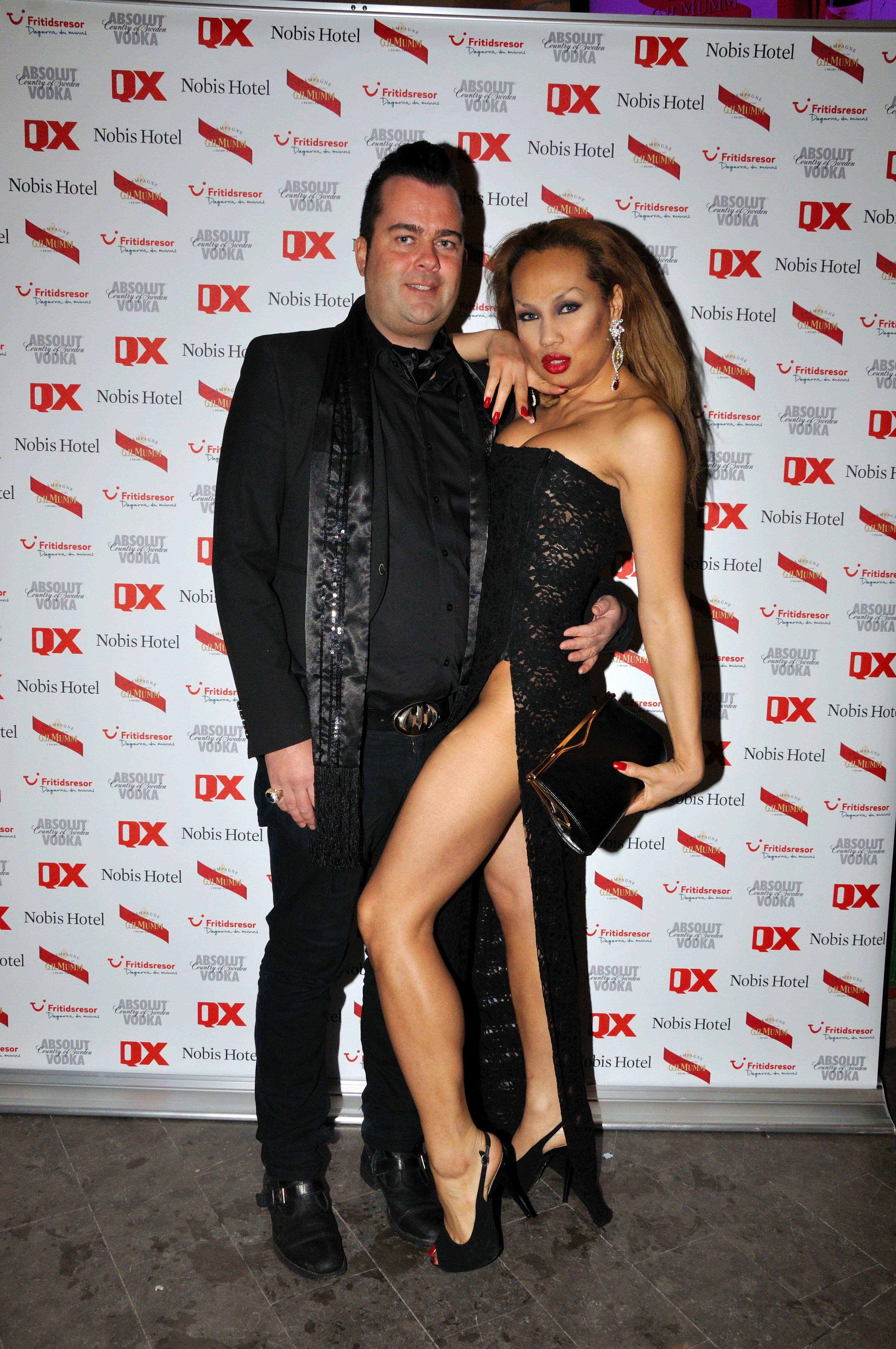
Personal från Club Queer
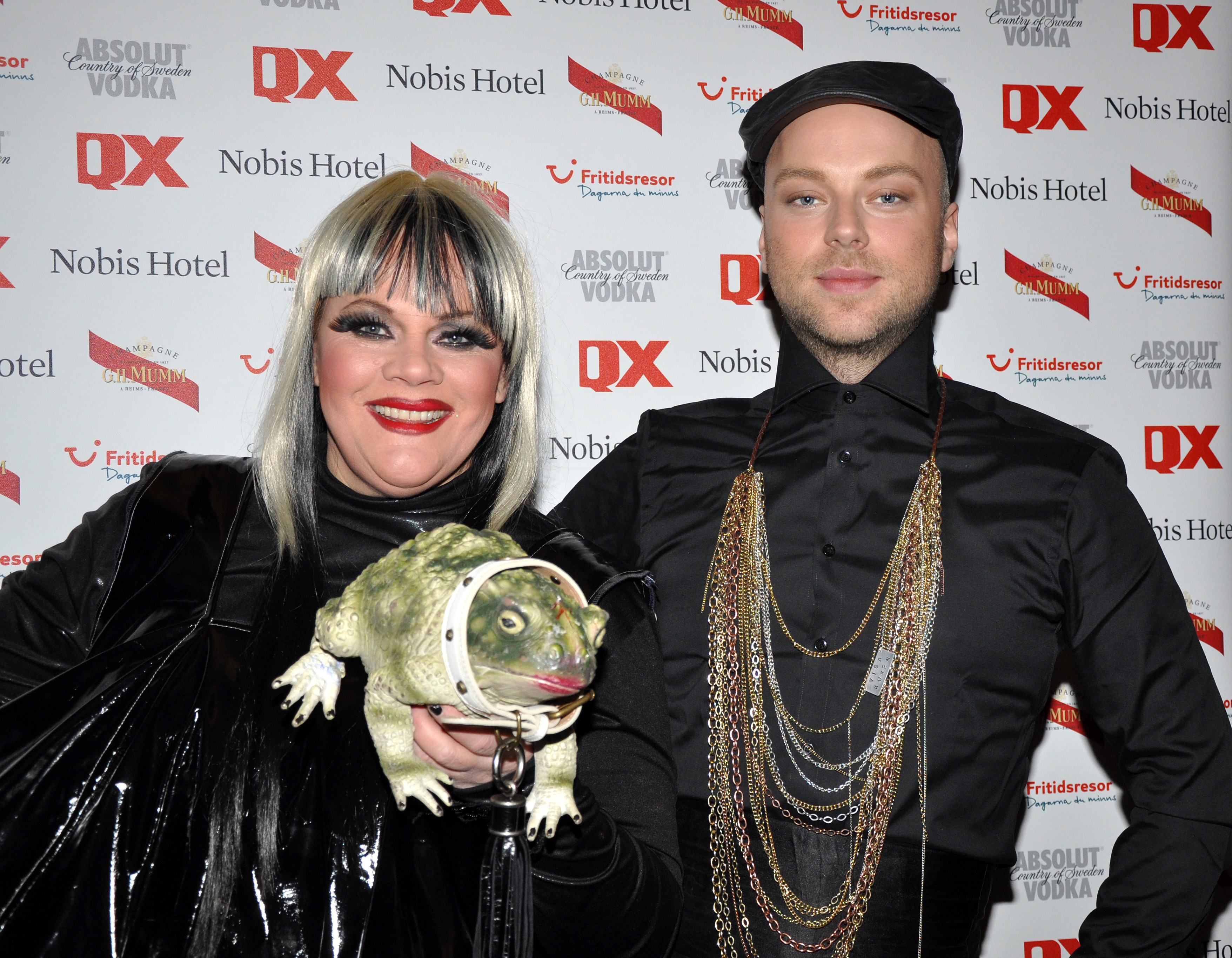
Leo från QX, grodan Mette-Marit, och Robert Fux
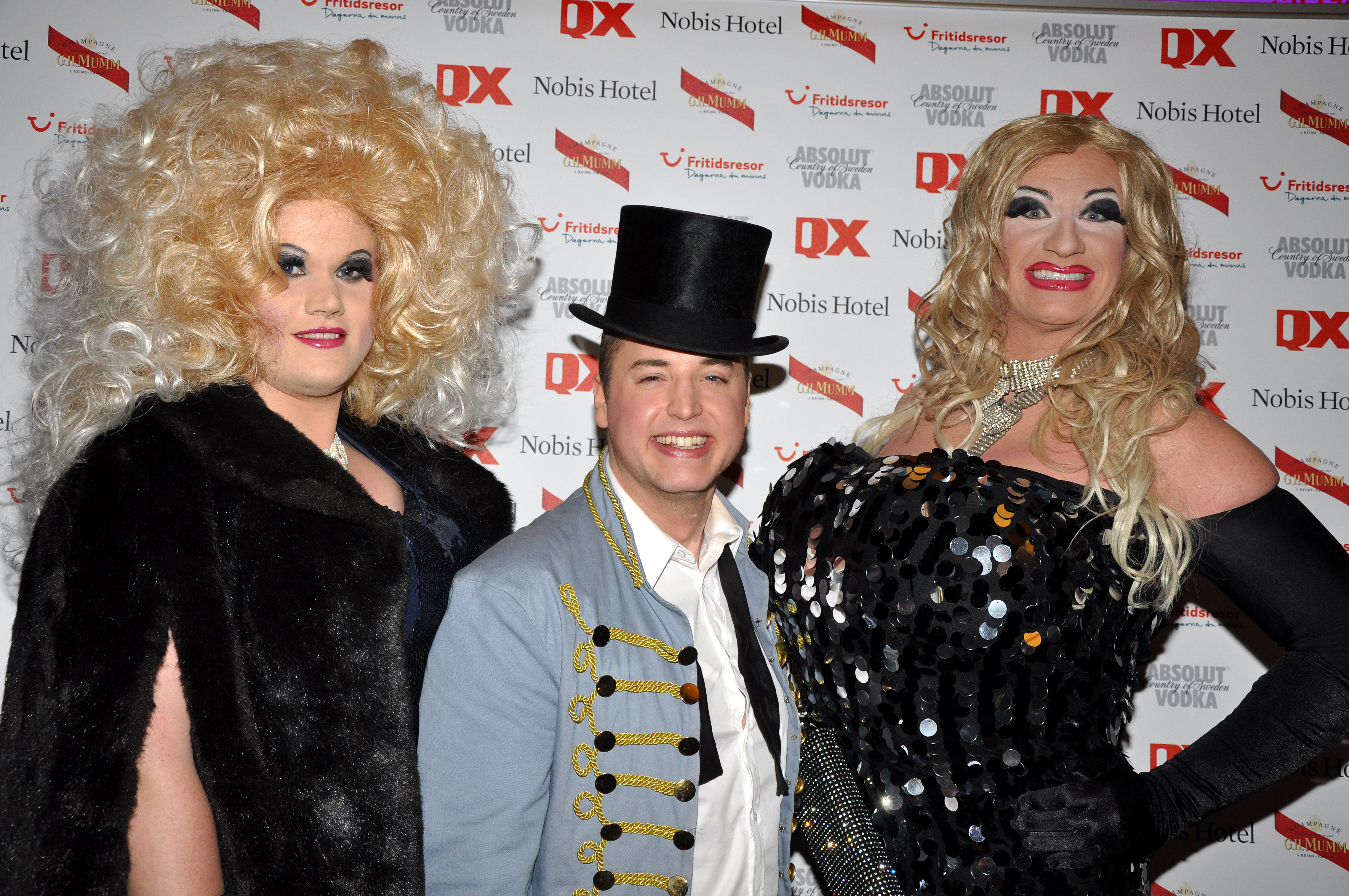
Miss Fluffy med kompisar
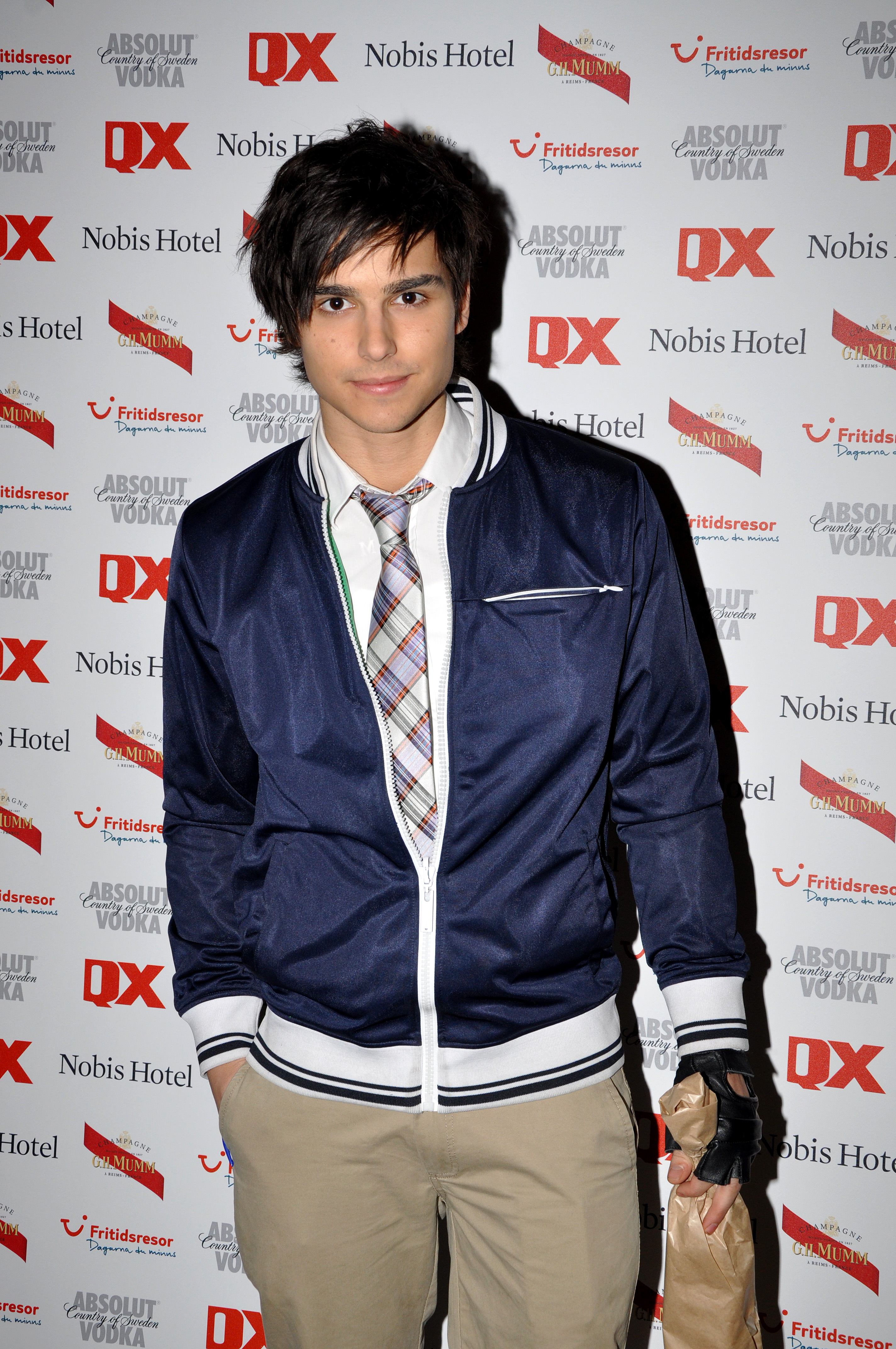
Eric Saade
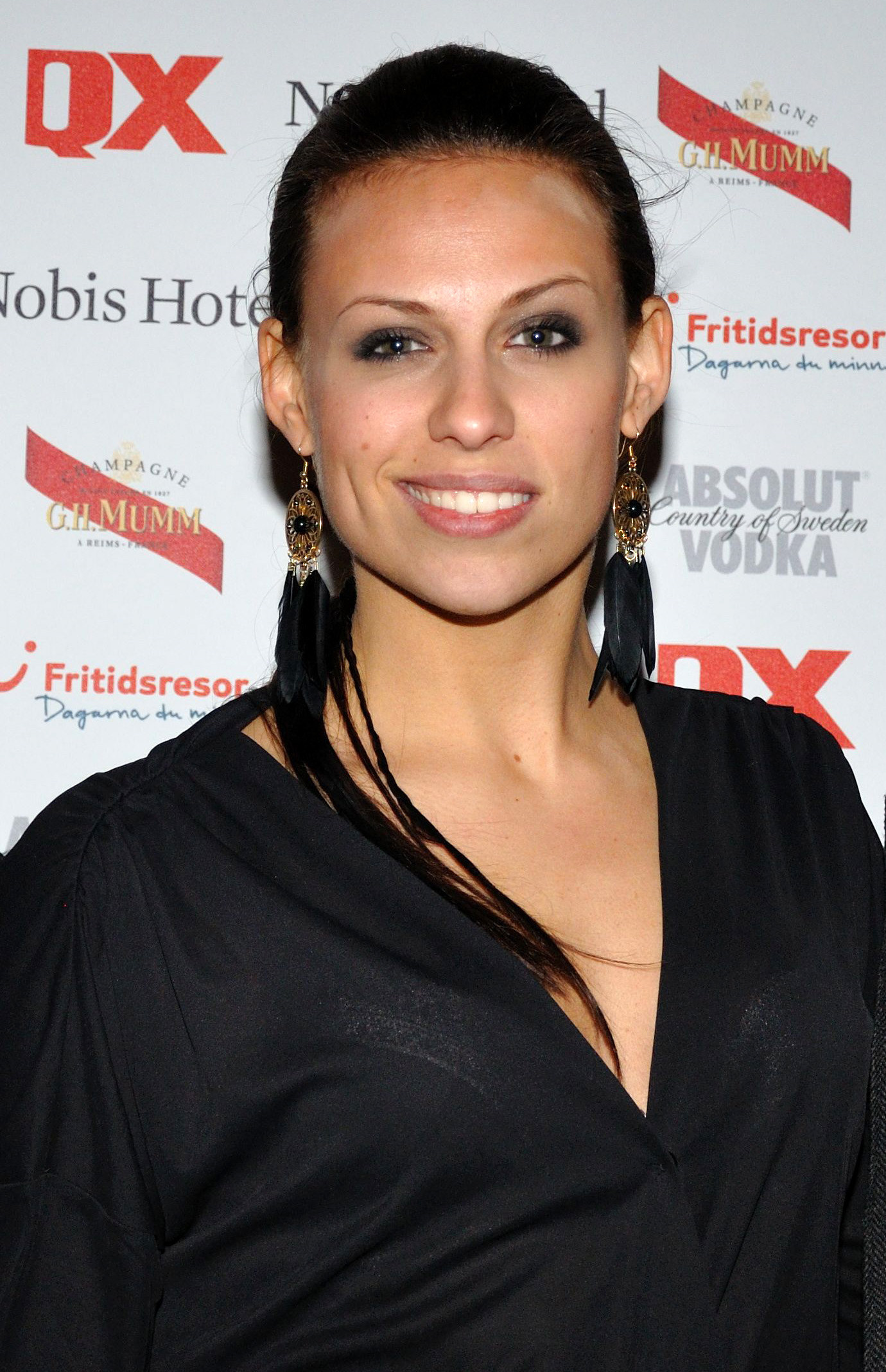
Sara Lumholdt